# 米列利亞
米列利亞是瑞士的城鎮，位於該國南部，由提契諾州負責管轄，面積5.13平方公里，海拔高度717米，2011年人口269，七成人口信奉羅馬天主教，人口密度每平方公里52人。